# Stasimopus spinosus
Stasimopus spinosus là một loài nhện trong họ Ctenizidae. S. spinosus được miêu tả năm 1914 bởi J. Hewitt.